# بنفشه کانادایی
 بنفشه کانادایی(نام علمی: Viola canadensis) نام یک گونه از سرده بنفشه است.